# Verona (condado de Dane, Wisconsin)
Verona es un pueblo ubicado en el condado de Dane en el estado estadounidense de Wisconsin. En el Censo de 2010 tenía una población de 1948 habitantes y una densidad poblacional de 30,48 personas por km².

## Geografía
Verona se encuentra ubicado en las coordenadas 42°58′6″N 89°35′12″O / 42.96833, -89.58667. Según la Oficina del Censo de los Estados Unidos, Verona tiene una superficie total de 63.92 km², de la cual 63.68 km² corresponden a tierra firme y (0.37%) 0.24 km² es agua.

## Demografía
Según el censo de 2010, había 1948 personas residiendo en Verona. La densidad de población era de 30,48 hab./km². De los 1948 habitantes, Verona estaba compuesto por el 96.3% blancos, el 0.82% eran afroamericanos, el 0.21% eran amerindios, el 0.87% eran asiáticos, el 0.05% eran isleños del Pacífico, el 0.92% eran de otras razas y el 0.82% pertenecían a dos o más razas. Del total de la población el 1.49% eran hispanos o latinos de cualquier raza.